# اد پوولینسکی
اد پوولینسکی (انگلیسی: Ed Podivinsky؛ زادهٔ ۸ مارس ۱۹۷۰) ورزشکار اسکی آلپاین اهل کانادا است.
وی در مسابقات کشوری و بین‌المللی در مجموع برندهٔ ۱ مدال برنز شده‌است.